# Großsteingräber bei Wallmow
Die Großsteingräber bei Wallmow waren vermutlich drei megalithische Grabanlagen der Jungsteinzeit bei Wallmow, einem Ortsteil von Carmzow-Wallmow im Landkreis Uckermark (Brandenburg). Sie wurden im späten 19. oder frühen 20. Jahrhundert zerstört. Nach Leopold von Ledebur befanden sich auf dem höchsten Punkt der Feldmark Wallmow, was den Rollbergen entspricht, drei offenbar künstliche Hügel, die um 1845 noch weitgehend unberührt waren. Auf dem höchsten Hügel standen drei große Steine in einer Reihe. Über Maße, Ausrichtung und Typ des Grabes liegen keine Informationen vor. Auch Funde sind nicht überliefert, sodass eine kulturelle Zuordnung unsicher ist. Ob es sich bei den beiden benachbarten Gräbern auch um Großsteingräber, um Grabhügel oder natürliche Hügel gehandelt hat, ist unklar.
Aus der Umgebung von Wallmow sind mehrere weitere Gräber der Jungsteinzeit bekannt. Hierzu zählen zwei vor 1909 bzw. 1932/33 zerstörte Steinkisten und ein 1934 zerstörtes Steinpackungsgrab. Letzteres könnte nach Eberhard Kirsch wegen der ähnlichen Lagebeschreibung nahe der Wegkreuzung Schwaneberg–Grenz und Wallmow–Rollberg allerdings identisch sein mit dem bei von Ledebur beschriebenen Großsteingrab. An Lesefunden sind eine oder zwei Amazonenäxte bekannt.